# Calycera crassifolia
Calycera crassifolia är en calyceraväxtart som först beskrevs av John Miers, och fick sitt nu gällande namn av Cristóbal Mariá Hicken. Calycera crassifolia ingår i släktet Calycera och familjen calyceraväxter. Inga underarter finns listade i Catalogue of Life.

## Bildgalleri

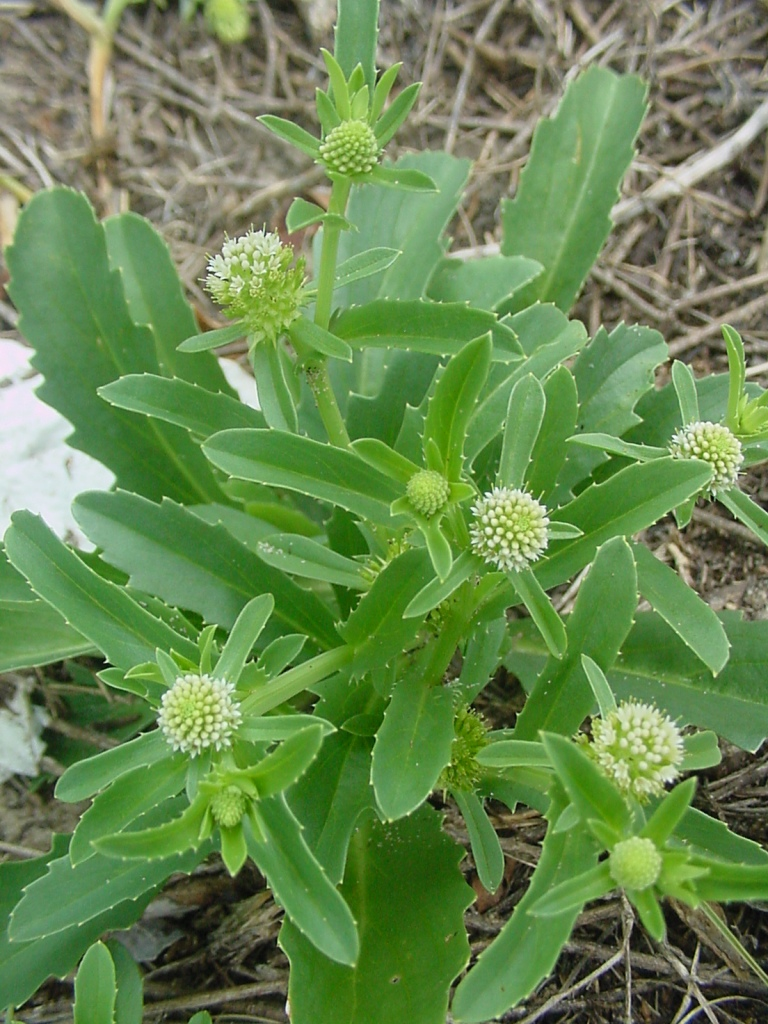
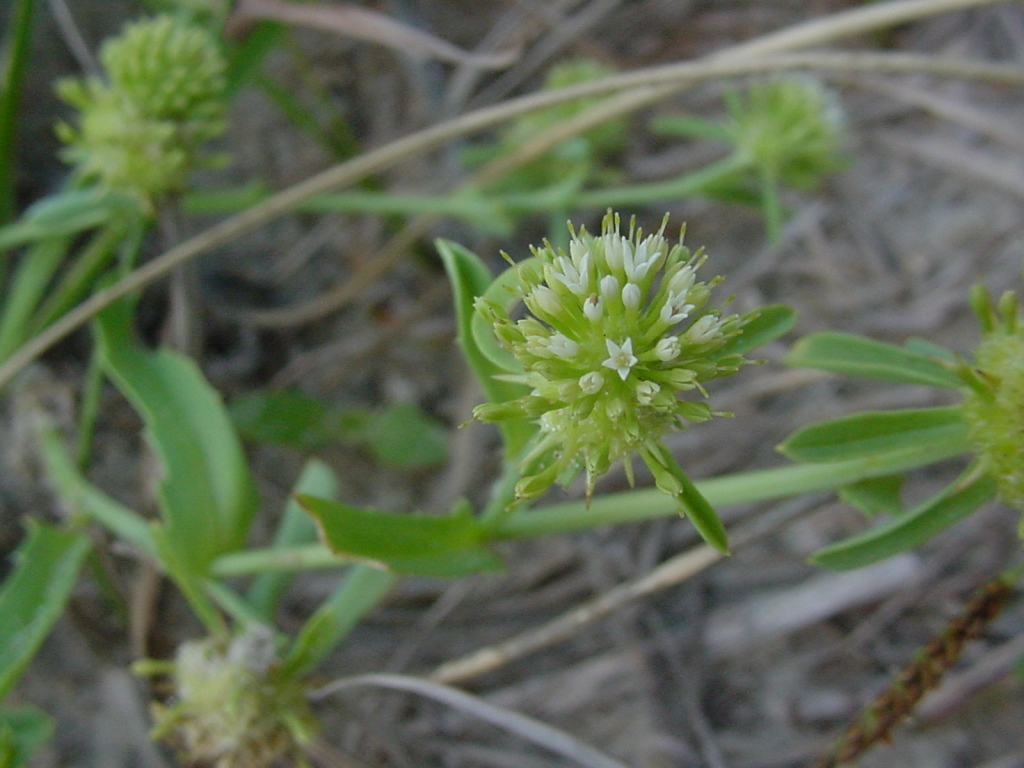
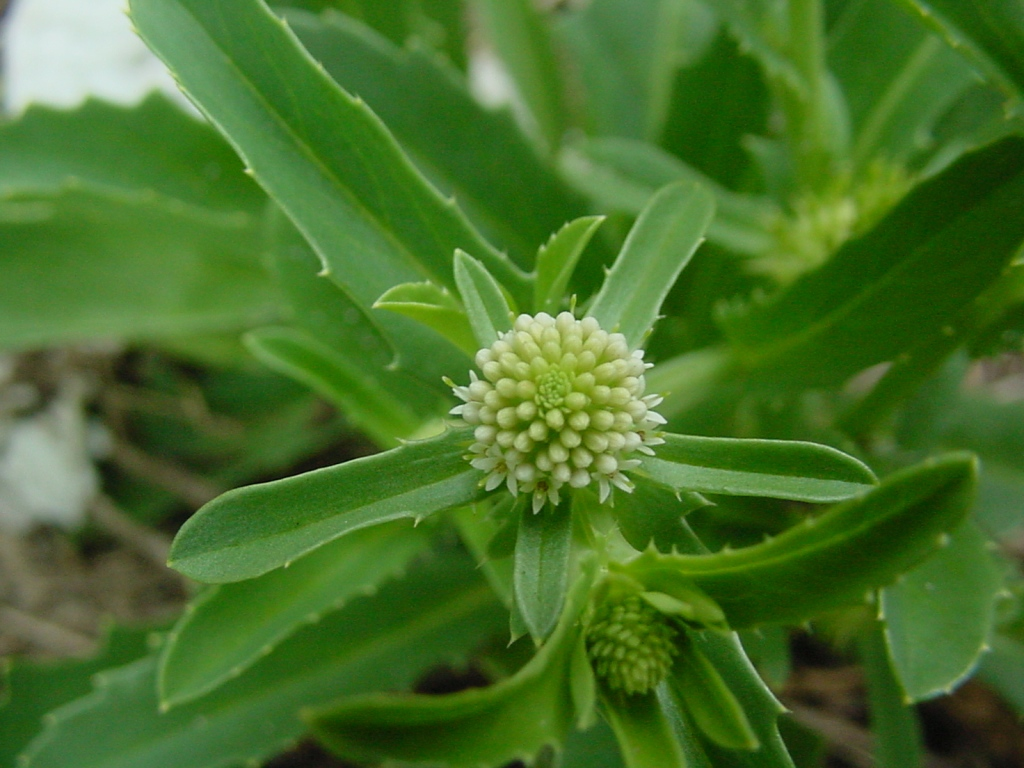
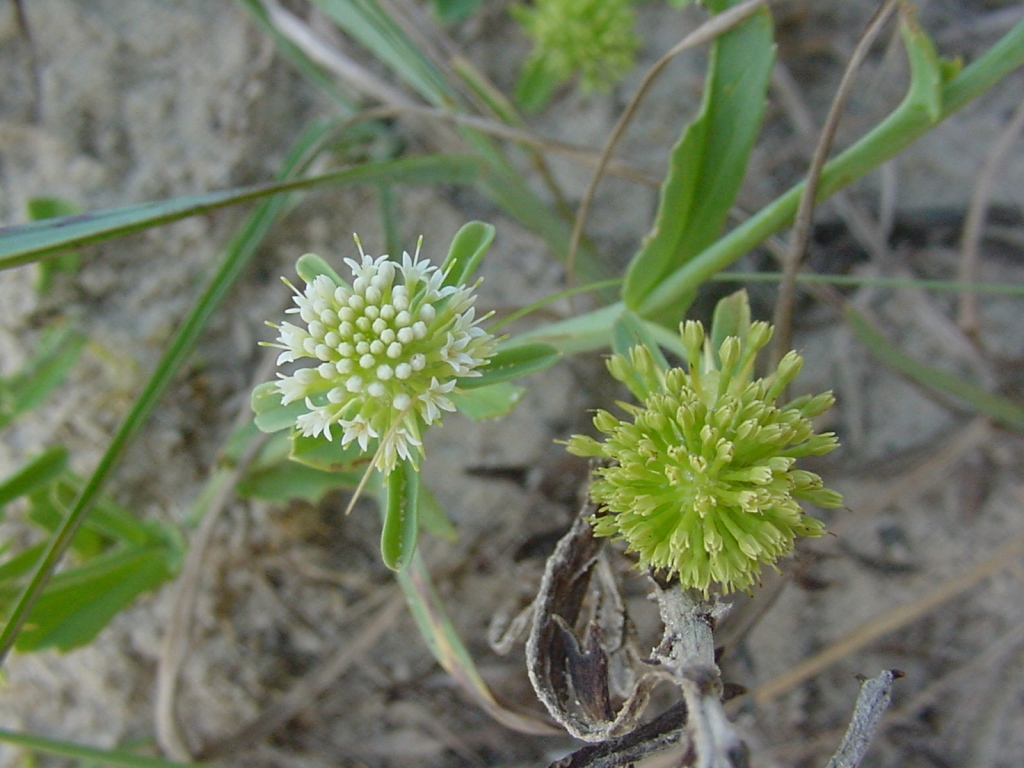